# Cyril Schäublin

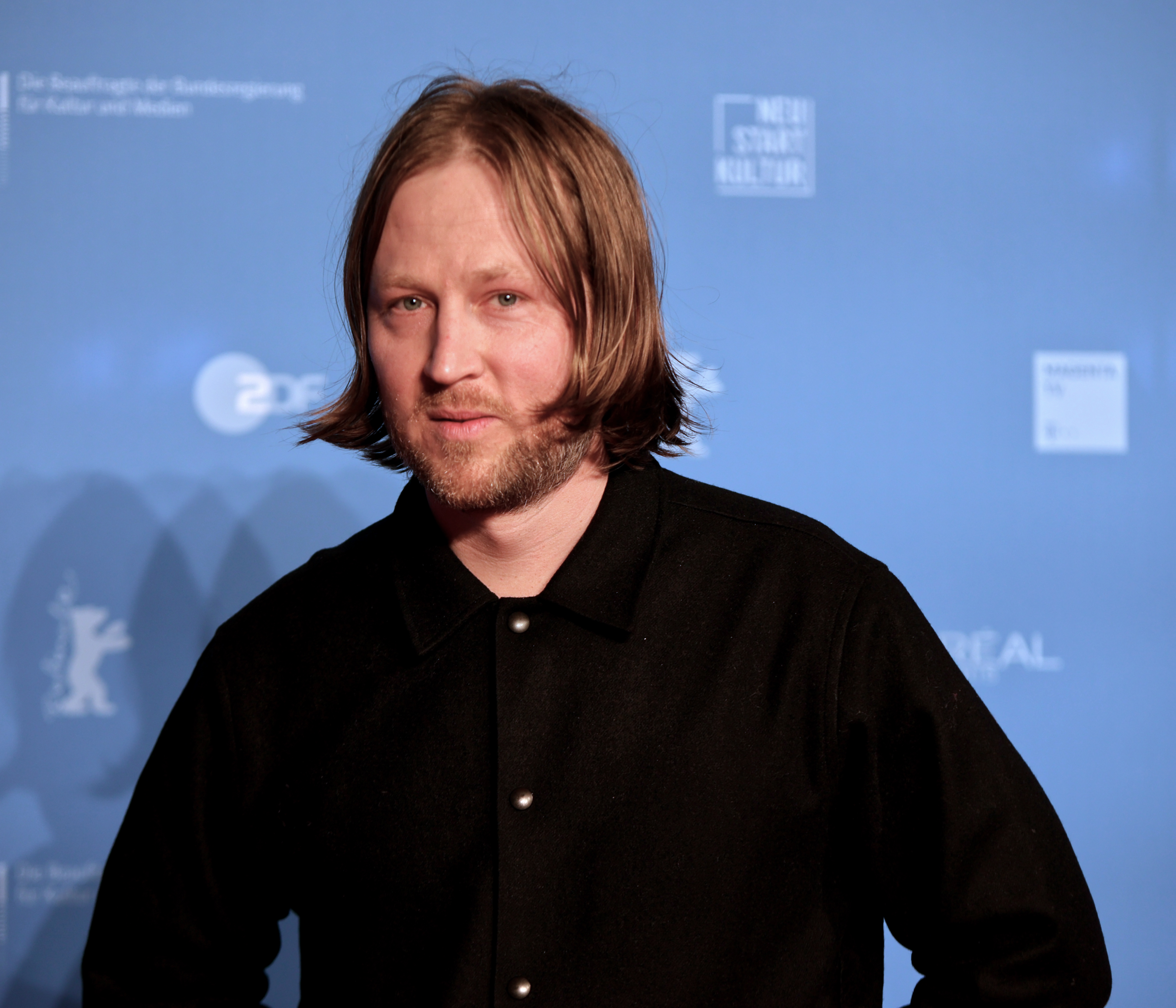
Cyril Schäublin en la Berlinale de 2022

Cyril Schäublin (* 16 de noviembre de 1984, Zürich) es un guionista y director de cine suizo.

## Datos biográficos
Cyril Schäublin, descendiente de una familia de relojeros del Cantón del Jura suizo, creció en Zúrich. Empezó a rodar sus primeras películas a los once años. Después del instituto, se trasladó a China y vivió en Pekín de 2004 a 2006, donde estudió mandarín en la Universidad Zhongxi de Pekín y trabajó como ayudante en varias producciones cinematográficas chinas. De 2006 a 2012 estudió dirección cinematográfica en la Deutsche Film- und Fernsehakademie Berlin DFFB (Academia Alemana de Cine y Televisión de Berlín), a lo que siguió un año de intercambio en París en 2009. En la DFFB fue alumno de Lav Diaz y James Benning realizando numerosos cortometrajes. En el año 2017 fundó en Zúrich la productora Seeland Filmproduktion GmbH, que toma el nombre de la novela en alemán Seeland (Tierra firme) del escritor suizo Robert Walser. Es miembro de la Academia de Cine Europeo y de la Academia de Cine Suizo.

## Obra de Cyril Schäublin

### 2017 -Dene wos quet geit - Aquellos que lo necesitan - Those who are fine

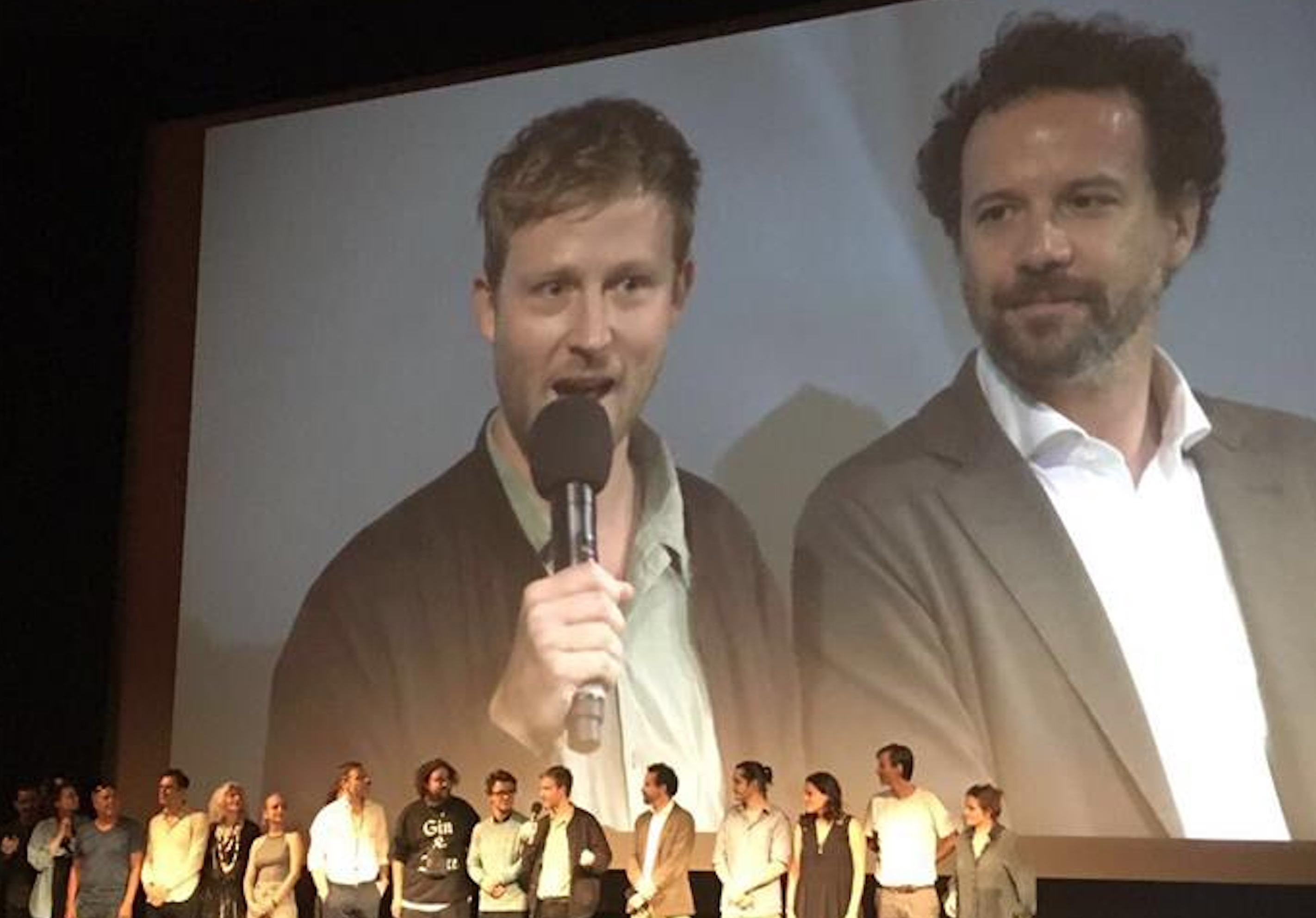
Cyril Schäublin en agosto de 2017 en el estreno mundial de Dene wos guet geit en Festival de cine de Locarno con Carlo Chatrian

Los cortometrajes de Schäublin se han proyectado en numerosos festivales de cine de todo el mundo. Fue muy bien recibida internacionalmente su ópera prima Dene wos guet geit (Los que lo necesitan. en inglés Those who are fine, Los que están bien), que ganó los principales premios en el Locarno y el Edimburgo y fue nominada a los Premios del Cine Europeo de 2018. El estreno en Estados Unidos tuvo lugar en 2018 en el Museum of Modern Art de Nueva York en el marco de la 47.ª edición del Festival de Cine New Directors / New Films. Dene wos guet geit ganó varios premios internacionales y recibió críticas positivas en todo el mundo. En 2018, Dene wos guet geit ganó el Premio a la mejor película en el Festival de Cine de Zúrich. Su obra también se ha expuesto en galerías y museos, como el Palais de Tokyo de París, el MoMA (Nueva York), Pera Museum de Estambul, Kunsthaus Graz y en la HKW de Berlín.

### 2022 -Unrueh - Disturbios - Unrest
Su segundo largometraje Unrueh, traducida al español como Disturbios se estrenó en el Festival Internacional de Cine de Berlín (Berlinale) de 2022, donde ganó el premio al mejor director en la sección Encuentros, y posteriormente se proyectó en festivales de todo el mundo, obteniendo varios galardones, por ejemplo en el New York Film Festival, Toronto International Film Festival, San Sebastián, Festival de Cine de Salónica, Mostra São Paulo o en la Viennale 2022.

## Premios
Dene wos guet geit - Los que lo necsitan - 2017
- 2017: Festival Internacional de Cine de Locarno – Ganador de la Mención especial del jurado
- 2018: Zürcher Filmpreis - Festival de Cine de Zúrich
- 2018: Premios del Cine Europeo – Nominación ('European Discovery')
- 2018: Swiss Film Awards – Nominación (Bester Spielfilm)
- 2018: Festival Internacional de Cine de Edimburgo – Ganador Mejor Película Internacional
- 2018: Murcia International Film Festival – Ganador Mención Especial del Jurado

Unrueh - Unrest - Disturbios - 2022
- 2019: ARTE Kino International Prize
- 2019: 'Camargo Foundation Prize'
- 2022: Premio a la mejor dirección – Festival Internacional de Cine de Berlín - Berlinale Sección 'Encuentros'
- 2022: Premio a la mejor película – Jeonju International Film Festival, Südkorea
- 2022: Premio a la Mejor contribución artística – Beijing International Film Festival, China
- 2022: Premio a la mejor película – Muestra de Cine de Lanzarote, España.
- 2022: Premio Cine+ – Entrevues Belfort Festival International du Film, Frankreich
- 2022: Premio FIPRESCI en el Festival Internacional de Cine de Viena–Viennale[7]

## Filmografía (selección)
Entre otras, Schäublin ha dirigido las siguientes películas:
- 2007: Mein Bruder, der Rabe (12')
- 2009: Lenny (17')
- 2013: Modern Times (7')
- 2013: Public Library (8')
- 2017: Dene wos guet geit (71')
- 2022: Unrueh (Disturbios) (93')[2]
- 2023: Lola (93')